# التصنيف الدولي لأمراض الأورام
التصنيف الدُولي لأمراض الأورام (بالإنجليزية: The International Classification of Diseases for Oncology)‏ وَيُدعى اختصاراً (ICD-O)، وَهوَ مُلحق خاص لِمجال الأمراض السَرطانية ضِمن التصنيف الدولي للأمراض والمشاكل المتعلقة بالصحة، وَيُستخدم هذا التصنيف على نطاق واسع في سجلات السرطان.
النسخة الحالية مِنه هيَ المُراجعة الثالثة (ICD-O-3)، كَما تشتمل المراجعة العاشرة للتصنيف الدولي للأمراض (ICD-10) قائِمة من رُموزه.